# Энрике (король Португалии)
Энрике (Генрих) Португальский (порт. Henrique I de Portugal; 31 января 1512, Лиссабон — 31 января 1580 или 29 января 1580, Алмейрин) — кардинал-король, последний король Португалии из Ависской династии (с 1578 года). Пятый сын Мануэла I и его второй жены Марии Арагонской. Правление Энрике было последним перед 60-летним владычеством испанских королей в Португалии.

## Биография
Энрике был одним из самых младших братьев короля Жуана III и поэтому считалось, что его шансы на престол ничтожны. Поэтому Энрике выбрал духовную карьеру, в том числе для того, чтобы отстаивать интересы Португалии в Католической церкви, где доминировала Испания. Он быстро стал архиепископом Браги (1538 год), архиепископом Эворы (1545 год) и Великим инквизитором (1539 год) перед получением кардинальской шляпы в 1545 году. В 1564 году Энрике стал архиепископом Лиссабона и примасом Португалии. Энрике попытался привлечь иезуитов в Португалию и активно использовал их в колониальной политике.
После смерти брата (1557 год), будучи ближайшим родственником покойного короля, стал регентом при своём малолетнем внучатом племяннике Себастьяне I. Когда Себастьян I погиб во время военной авантюры в Марокко, Энрике получил престол Португалии и 1 апреля 1579 года созвал Кортесы, чтобы определить дальнейшую судьбу королевства, так как было очевидно, что по причине преклонного возраста правление Энрике не продлится долго. Он решил отказаться от духовных титулов и жениться для продолжения династии, однако папа римский Григорий XIII, поддерживавший Габсбургов, не освободил его от священнических клятв. Впрочем, эта мера вряд ли была бы эффективна по причине возраста Энрике, которому шёл уже седьмой десяток лет. На этих Кортесах было решено назначить пятнадцать фидалгу, из которых король выбрал пять, которые составят регентский совет в момент его смерти в случае, если не будет наследников. Назначение нового короля возлагалось на совет одиннадцати учёных, если сам Энрике не назначит себе преемника.

## После смерти Энрике
После смерти Энрике страну возглавил совет пяти регентов, состоящий из:
- дом Жоржи ди Алмейда[порт.], архиепископ Лиссабона
- дом Франсишку ди Са ди Менезиш[порт.], главный камергер королевства
- дом Жуан Телу
- дом Жуан де Маскареньяш
- дом Диогу Лопиш де Соуза

Регентский совет выбрал королём Португалии короля Испании Филиппа II, как наиболее близкого и при этом наиболее предпочтительного для королевства претендента на португальский престол, который, впрочем, воспользовался этим своим влиянием среди португальской знати, чтобы надавить на ту её часть, которая не желала его в качестве португальского монарха, хотя известно, что Энрике высказывал намерение назначить именно Филиппа своим преемником. Однако в городе Сантарен один из претендентов на престол — Антонио из Крату — 24 июля 1580 года поднял мятеж, будучи провозглашённым народом новым королём Португалии. Несколько дней спустя он с триумфом вошёл в Лиссабон, заставив бежать регентский совет. Филипп направил в Португалию герцога Альбу для подавления мятежа. В результате после поражения Антонио в битве при Алькантаре Лиссабон вскоре был занят, и Филипп был избран королём Португалии при условии, что Королевство Португалия и его заграничные территории не станут испанскими областями. Филипп II правил Португалией под именем Филипп I.